# Syagrus costae
Syagrus costae là loài thực vật có hoa thuộc họ Arecaceae. Loài này được Glassman miêu tả khoa học đầu tiên năm 1970.